# サッチェル
サッチェル(Satchel)は、アメリカのロックバンド。1991年にシアトルで結成された。

## 略歴
Blissというバンド名でショーン・スミス（ボーカル）、リーガン・ヘイガー（ドラムス）を中心に結成。ブラッド結成のため一時的に活動休止し、その後ジョン・ホーグ（ギター）、コリー・ケイン（ベース）、ジェファーソン・ベネット（サックス）が加入。権利の問題により、サッチェルにバンド名を変更し、ベネットがバンドを脱退。
1994年にデビューアルバム『EDC』をリリース。1995年始めにコリー・ケインが脱退しマイク・バーグが新しく加入。1996年に2ndアルバム『The Family』をリリース。ツアー後にブラッドを活動再開させ、ホーグがバンドを脱退し、サッチェルは再び活動休止。2005年にサッチェルとブラッドの未発表曲を収録したアルバム『Brad vs. Satchel』をリリース。サッチェルは2010年に活動再開し、3rdアルバム『Heartache and Honey』をリリース。ライヴ時のサポートに元メンバーのバーグも参加した。

## メンバー

### 現メンバー
- ショーン・スミス（Shawn Smith） - ボーカル、キーボード、ベース
- リーガン・ヘイガー（Regan Hager） - ドラムス、ベース
- ジョン・ホーグ（John Hoag） - ギター、ベース

### 元メンバー
- ジェファーソン・ベネット（Jefferson Bennett） - サックス
- コリー・ケイン（Cory Kane） - ベース
- マイク・バーグ（Mike Berg） - ベース

## 作品

### アルバム
- EDC （1994年）
- The Family （1996年）
- Brad vs Satchel （2005年） ※編集盤
- Heartache and Honey （2010年）